# Бојана Ординачев
Бојана Ординачев (Нови Сад, 14. август 1980) српска је глумица, пореклом из Северне Македоније.
Глуму је дипломирала на Академији уметности у Београду.

## Улоге

### Позоришне представе
| Представа                                 | Улога                  | Текст                 | Драматургија /адаптација/ | Режија                 | Позориште              | Премијера          |
| ----------------------------------------- | ---------------------- | --------------------- | ------------------------- | ---------------------- | ---------------------- | ------------------ |
| Укроћена горопад                          | Бјанка, Батистина кћер | Вилијам Шекспир       | Ивана Димић               | Милан Караџић          | Позориште „Бошко Буха” | 21. јануар 2006.   |
| Принцеза и жабац                          | Принцеза Анталија      | Игор Бојовић          | Ивана Димић               | Ива Милошевић          | Позориште „Бошко Буха” | 7. октобар 2008.   |
| Дечко који обећава                        | Клавис                 | Небојша Пајкић        | Нинослав Шћепановић       | Небојша Пајкић         | Позориште „Бошко Буха” | 21. мај 2009.      |
| Не знам шта је секс али питање је одговор | Барби                  | Небојша Ромчевић      | Небојша Ромчевић          | Катарина Вражалић      | Позориште „Бошко Буха” | 1. децембар 2009.  |
| Василиса прекрасна                        | Анфиса                 | Миодраг Станисављевић | Миодраг Станисављевић     | Милан Караџић          | Позориште „Бошко Буха” | 22. јануар 2011.   |
| Својта                                    | Деверуша               | Небојша Ромчевић      | Небојша Ромчевић          | Никола Завишић         | Позориште „Бошко Буха” | 20. новембар 2011. |
| Иза кулиса                                | Брук, Вики             | Мајкл Фрејн           | Ивана Димић               | Југ Радивојевић        | Позориште „Бошко Буха” | 9. мај 2012.       |
| Снежна краљица                            | Снежна краљица         | Евгениј Шварц         | Мира Сантини              | Милан Караџић          | Позориште „Бошко Буха” | 11. децембар 2012. |
| Љубавници                                 |                        | Марк Камолети         | Раде Вукотић              | Раде Вукотић           | Позориште Славија      | 7. март 2014.      |
| Мајстори, мајстори                        | Кевина снаха           | Горан Марковић        | Милена Деполо             | Милан Караџић          | Позориште „Бошко Буха” | 2. април 2015.     |
| Пепељуга                                  | Друга полусестра       | Игор Бојовић          | Игор Бојовић              | Ива Милошевић          | Позориште „Бошко Буха” | 19. новембар 2016. |
| Успавана лепотица                         | Вила Стила             | Милена Деполо         | Милена Деполо             | Татјана Мандић Ригонат | Позориште „Бошко Буха” | 20. мај 2017.      |

### Филмографија
| Год.             | Назив                      | Улога                    |
| ---------------- | -------------------------- | ------------------------ |
| 2000-е▲          |                            |                          |
| 2003.            | М(j)ешовити брак (серија)  | Љиљана                   |
| 2004—2005.       | Јелена (серија)            | Хелен Деспотовић         |
| 2007.            | Каравађо (ТВ филм)         | Ана Бјанкини             |
| 2007—2008.       | Не дај се, Нина (серија)   | Патриција Вучковић       |
| 2008.            | Закон љубави (серија)      | Ирис Вујичић             |
| 2009.            | Заувек млад (серија)       | Банкарска службеница     |
| 2009.            | Црнци                      | Српска репортерка (глас) |
| 2010-е▲          |                            |                          |
| 2010.            | Мој рођак са села (серија) | Светлана                 |
| 2010.            | Паре или живот (серија)    | Анита                    |
| 2013.            | Певај, брате! (серија)     | комшиница Лела           |
| 2014—2015.       | Ургентни центар (серија)   | докторка Анђелка         |
| 2016.            | Андрија и Анђелка (серија) |                          |
| 2017.            | Врати се Зоне              |                          |
| 2017.            | Vivegam                    |                          |
| 2017—2019.       | Истине и лажи (серија)     | Кристина Бајчетић        |
| 2019.            | Јунаци нашег доба (серија) | новинарка на телевизији  |
| 2022—2023.       | Од јутра до сутра          | Дивна                    |
| 2023—2024. 2025- | Игра судбине               | Јована Алексић           |